# جیربند
جیربند، روستایی است از توابع بخش یانه‌سر شهرستان بهشهر در استان مازندران ایران.

## جمعیت
این روستا در دهستان عشرستاق قرار دارد و براساس سرشماری مرکز آمار ایران در سال ۱۳۸۵، جمعیت آن ۱۲۸ نفر (۳۶خانوار) بوده‌است. مردم جیربند از قومیت طبری هستند. مردم جیربند به زبان طبری (مازندرانی) سخن می‌گویند. واژه «جیر» در زبان طبری به معنای پایین می‌باشد.